# Brian Holloway
Brian Douglass Holloway (Omaha, 25 luglio 1959) è un ex giocatore di football americano statunitense che ha militato nel ruolo di offensive tackle nella National Football League (NFL).

## Carriera

### New England Patriots
Al college Holloway giocò a football a Stanford. Fu scelto come diciannovesimo assoluto nel Draft NFL 1981 dai New England Patriots. Nella sua prima stagione disputò come titolare cinque gare su sedici. Nella stagione accorciata per sciopero del 1985 disputò tutte le 9 partite come partente sul lato sinistro, accanto alla guardia John Hannah. Fino alla stagione 1986 saltò una sola gara come titolare. Nei playoff 1982-83 i Patriots persero nel primo turno contro i Miami Dolphins.
I Patriots mancarono l'accesso ai playoff nel 1983 e 1984 ma vi riuscirono nel 1985. Dopo avere battuto i New York Jets nel primo turno, superarono Los Angeles Raiders nel secondo grazie a un efficace gioco sulle corse, in cui guadagnarono 156 yard, 104 delle quali da parte del running back Craig James, grazie a Holloway e Hannah. Tale linea poi dominò la difesa sulle corse dei Dolphins guadagnando 255 yard, 105 delle quali da parte di James, vincendo il titolo della AFC. Tuttavia nulla poté contro la leggendaria difesa dei Chicago Bears del 1985 nel Super Bowl XX, in cui Holloway faticò a contenere il defensive end Richard Dent, che sarebbe stato nominato MVP della partita.
Dopo avere concluso con un record di 11–5 e avere conquistato la AFC East, New England perse contro i Denver Broncos, guidati dal quarterback John Elway, nel divisional round dei playoff 1986-87.
Holloway fu uno degli offensive tackle più dominati della sua epoca, venendo convocato per tre Pro Bowl consecutivi dal 1983 al 1985.

### Los Angeles Raiders
Holloway giocò come offensive tackle sinistro per i Los Angeles Raiders nel 1987 e 1988 dopo che fu scambiato il 2 settembre 1987 per la scelta del quinto giro del Draft NFL 1988. Nella stagione accorciata per sciopero del 1987 disputò 8 gare su 12 come titolare, mentre l'anno successivo non fu mai il partente, sostituito da Don Mosebar.

## Palmarès

### Franchigia
American Football Conference Championship: 1
New England Patriots: 1985

### Individuale
- Convocazioni al Pro Bowl: 3

1983, 1984, 1985
- Second-team All-Pro: 1

1985